# Wavelet Tree

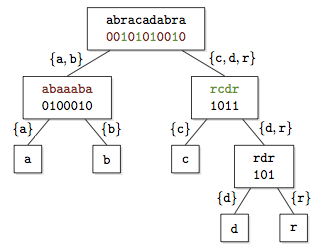
Ein Wavelet Tree aus der Zeichenfolge "abracadabra". Jeder Knoten unterteilt die Zeichenfolge abhängig vom Alphabet in zwei Teile. Ein Bitvektor ordnet jedes Zeichen aus der Folge seinem Bereich zu. Dabei ist zu beachten, dass die Datenstruktur nicht den Baum, sondern nur die Topologie und die Bitvektoren speichert. Die Zeichenfolgen in den Knoten dienen ausschließlich der Illustration.

In der Informatik versteht man unter einem Wavelet Tree eine kompakte Datenstruktur, um Zeichenfolgen komprimiert abzuspeichern. Er erweitert die Methoden {\displaystyle \mathbf {access,rang_{q}} } und {\displaystyle \mathbf {select_{q}} } von einem Bitvektor auf ein beliebiges Alphabet.
Erstmals beschrieben wurde die Datenstruktur als Hauptbestandteil zur komprimierten Volltextindexierung und gilt als geringfügige Generalisierung einer Datenstruktur aus der algorithmischen Geometrie. Der Wavelet Tree lässt sich rekursiv beschreiben. Jeder Knoten verteilt die Zeichenfolge auf seine zwei Nachfolger. 
Dabei wird das verbleibende Alphabet unter den Kind-Knoten aufgeteilt. Ein Bitvektor speichert für jedes Zeichen die zugeordnete Partition.
Der Namensursprung der Trees liegt bei der Wavelet-Transformation, eingesetzt zur Reduzierung von Bilddaten und zur approximativen Evaluierung von Ausdrücken der relationalen Algebra.

## Aufbau
Ein Wavelet Tree der Folge {\displaystyle S[1,n]} über dem Alphabet {\displaystyle [1..\sigma ]} kann über ein Teilalphabet {\displaystyle [a..b]\subseteq [1..\sigma ]} rekursiv beschrieben werden. Ein Wavelet Tree über dem Alphabet {\displaystyle [a..b]} ist ein binärer balancierter Baum mit {\displaystyle b-a+1} Blättern.
1. Falls {\displaystyle a=b}, so besteht der Baum aus nur einem Blatt mit dem Label {\displaystyle a}.
2. Sonst besitzt der Baum einen Wurzelknoten {\displaystyle v_{root}} mit einer Bitmap {\displaystyle b_{v_{root}}}, welche wie folgt definiert ist:

{\displaystyle B_{v_{root}}[i]={\begin{cases}0,&{\mbox{falls }}S[i]\leq (a+b)/2,\\1,&{\mbox{sonst.}}\end{cases}}}
Sei nun {\displaystyle S_{0}[1,n_{0}]} die Teilsequenz aus {\displaystyle S[1,n]} bestehend aus den Symbolen {\displaystyle c\leq (a+b)/2} und {\displaystyle S_{1}[1,n_{1}]} die Teilsequenz aus {\displaystyle S[1,n]} bestehend aus den Symbolen {\displaystyle c>(a+b)/2}. Dann ist das linke Kind von {\displaystyle v_{root}} ein Wavelet Tree von {\displaystyle S_{0}[1,n_{0}]} über dem Alphabet {\displaystyle [a..\left\lfloor (a+b)/2\right\rfloor ]} und das rechte Kind von {\displaystyle v_{root}} ein Wavelet Tree von {\displaystyle S_{1}[1,n_{1}]}über dem Alphabet {\displaystyle [1+\left\lfloor (a+b)/2\right\rfloor ..b]}.

## Eigenschaften
Der  beschriebene Baum hat eine Höhe von {\displaystyle \left\lceil \log \sigma \right\rceil }, besitzt {\displaystyle \sigma } Blätter und {\displaystyle \sigma -1} interne Knoten. Er speichert {\displaystyle n} Bits auf jeder Ebene und höchstens {\displaystyle n} in der untersten Ebene. Somit lässt sich der Baum mit insgesamt höchstens {\displaystyle n\left\lceil \log \sigma \right\rceil } Bits repräsentieren. Genau betrachtet benötigt diese Repräsentation weitere {\displaystyle O(\sigma \log n)} Bits für die Zeiger.
Sei nun {\displaystyle S[1,n]=s_{1}s_{2}...s_{n}} eine Zeichenfolge mit {\displaystyle s_{i}\in \Sigma } aus dem Alphabet {\displaystyle \Sigma } der Länge {\displaystyle \sigma =|\Sigma |}, so kann {\displaystyle S} als Wavelet Tree mit {\displaystyle n\left\lceil \log \sigma \right\rceil =n\log \sigma +O(n)} Bits repräsentiert werden.

## Operationen
Der Wavelet Tree unterstützt die Operationen {\displaystyle \mathbf {access,rang_{q}} }, und {\displaystyle \mathbf {select} _{q}} in {\displaystyle O(\log \sigma )} Zeit, falls ein balancierter Baum konstruiert wurde.

### Access
{\displaystyle access(i)}: Direktzugriff auf das i'te Element in der Zeichenfolge.
Um das Zeichen an der Position {\displaystyle S[i]} zu berechnen, wird der Bitvektor {\displaystyle B_{v}{_{root}}[i]} betrachtet. Falls der Wert an dieser Position {\displaystyle 0} ist, so ist {\displaystyle S[i]\leq (\sigma +1)/2} und wir führen das Vorgehen auf dem linken Kind-Knoten rekursiv weiter, andernfalls gilt {\displaystyle S[i]>(\sigma +1)/2} und der Algorithmus bearbeitet das rechte Kind. Dazu muss die neue Position von {\displaystyle i} im Bitvektor {\displaystyle B_{v}{_{Kind}}[i]} ermittelt werden. Die neue Position {\displaystyle i_{0}} ist die Anzahl der Nullen im Vektor {\displaystyle B_{v}{_{root}}} bis zur Position i, falls {\displaystyle B_{v}{_{root}}[i]=0} gilt. Wird rekursiv das rechte Kind bearbeitet, so müssen die Vorkommen der Einsen aufsummiert werden. Dazu dient die Funktion {\displaystyle rang_{0}(B,i)} respektive {\displaystyle rang_{1}(B,i)} auf einem Bitvektor.
Die Rang-Funktion auf Bitvektoren kann in konstanter Zeit mithilfe von zusätzlichen {\displaystyle n+o(n)} Bits ausgewertet werden.

### Rang
{\displaystyle rang_{q}(i)}: Anzahl der Zeichen {\displaystyle q} bis zur Position i in der Zeichenfolge.
Die Bestimmung des Rangs erfolgt analog zur Access-Operation. Nach Ausführung des Access-Algorithmus ergibt sich der Rang aus der Anzahl der Vorkommen von {\displaystyle B_{v_{Blatt}}[i]} bis zur Position i im Blattknoten.

### Select
{\displaystyle select_{q}(i)}: Position des i-ten Vorkommens vom Zeichen q in der Zeichenfolge.
Um diese Position zu bestimmen, beginnt der Algorithmus bei dem Blatt, das q repräsentiert. Nun durchläuft der Algorithmus die Knoten rekursiv zur Wurzel: Falls der Knoten ein linkes Kind ist, so ergibt sich die neue Position im Elternknoten {\displaystyle i_{0}} aus der Position der i-ten {\displaystyle 0} im zugehörigen Bitvektor. Ist das Kind ein rechter Nachfolger, so ergibt sich die neue Position {\displaystyle i_{1}} aus der Position der i-ten {\displaystyle 1}. Diese Selekt-Operation auf einem Bitvektor kann in konstanter Zeit mit zusätzlichen {\displaystyle n+o(n)} ausgeführt werden.

## Kompression
Der Platzverbrauch von {\displaystyle O(\sigma \log {n})} kann durch Entfernung von Redundanzen mittels unterschiedlicher Verfahren auf {\displaystyle n\left\lceil \log {\sigma }\right\rceil +o(n)} Bits mit gleicher Laufzeit der Operationen, bzw. {\displaystyle n\log {\sigma }+o(n)} Bits und konstanter Laufzeit für Rang und Selekt verringert werden.

## Anwendung
Diese Datenstruktur findet Verwendung in verschiedensten Anwendungen.  Wavelet Trees kommen in Anwendungen zur Repräsentation von drei verschiedenen Klassen zum Einsatz.

### Folge von Werten
Der Wavelet Tree repräsentiert eine Zeichenfolge. Die verwendeten Operationen sind die drei genannten Grundoperationen auf dem Baum. Diese Repräsentation ist die am weitesten verbreitete.

### Sortierung
Der Baum beschreibt eine geordnete Darstellung von der ausgehenden Zeichenfolge {\displaystyle S}. Die Blätter des Baums repräsentieren die sortierte Folge {\displaystyle S_{sort}}. Daraus ergeben sich zwei zusätzliche Operationen. {\displaystyle access(i)} liefert die Position des Zeichens {\displaystyle S[i]} in der sortierten Folge. Umgekehrt ergibt das Aufsteigen vom r'ten Blatt zur Wurzel die Position des Elements i mit {\displaystyle rang(i)=r}. Diese Darstellung wurde vom Erfinder von Wavelet Trees verwendet.

### Grid von Punkten
Hierbei repräsentiert der Wavelet Tree eine Menge von Punkten.

## Erweiterungen
In der Literatur finden sich einige Erweiterungen der Bäume. Um die Höhe von Wavelet Trees zu minimieren, werden t'näre anstatt binäre Knoten verwendet. Somit erhöht sich der Knotengrad auf t Kinder und die Tiefe des Baumes sinkt. Operationen wie das Einfügen und Löschen von Zeichen an beliebigen Positionen in der Zeichenfolge erhöhen die Dynamik des Wavelet Trees und ermöglichen die Unterstützung dynamischer FM-Indizes.